# Siegfried Rasswalder
Siegfried Rasswalder (13 maggio 1987) è un ex calciatore austriaco, di ruolo difensore.

## Carriera

### Club
Cresciuto nelle giovanili del Leoben, ha esordito il 6 maggio 2005 in occasione del match perso 2-0 contro l'Interwetten.

### Nazionale
Ha partecipato ai Mondiali Under-20 del 2007; in seguito ha giocato anche con la nazionale austriaca Under-21.